# Zeche Friedliche Nachbar
Die Zeche Friedliche Nachbar ist ein ehemaliges Steinkohlenbergwerk in Hattingen-Niederbredenscheid. Die Zeche war auch zeitweise unter dem Namen Zeche Friedlicher Nachbar bekannt und war ursprünglich für den Abbau von Kohleneisenstein geplant. Die Zeche ist nicht identisch mit der Zeche Friedlicher Nachbar in Bochum.

## Bergwerksgeschichte
Am 18. September des Jahres 1816 wurde im Wodantal ein Längenfeld verliehen. Ab dem Dezember desselben Jahres wurde begonnen, einen Stollen aufzufahren und einen Schacht abzuteufen. Im Jahr darauf wurde das Bergwerk nicht mehr in den Unterlagen erwähnt. Im Juli des Jahres 1837 wurde zunächst eine Rösche aufgeworfen, im Oktober desselben Jahres wurde der Stollen weiter aufgefahren und ab November war das Bergwerk außer Betrieb. Im Jahr 1838 wurde der Cornelius Erbstollen vorgetrieben. Im Jahr 1864 wurde das Bergwerk wieder in Betrieb genommen. Ab dem Jahr 1867 wurde eine Schleppbahn von Wodan zum Bahnhof Nierendorf für den Transport der geförderten Kohlen genutzt. Im 2. Halbjahr des Jahres 1872 wurde das Bergwerk erneut stillgelegt.
Im Jahr 1902 kam es zur Konsolidation von vier Längenfeldern. Im Februar desselben Jahres wurde der Betrieb wieder aufgenommen und begonnen, einen tonnlägigen Schacht zu teufen. Das Baufeld hatte eine streichende Ausdehnung von einem Kilometer. Im Jahr 1903 erreichte der Schacht eine flache Teufe von 130 Metern. Im Anschluss daran wurde mit der Schachtförderung begonnen. Das Bergwerk war nun über einen Schacht, drei Tagesaufhauen und einen Stollen zugängig. Im Jahr 1905 kamen die Arbeiten fast zum Erliegen, es wurden nur Aufschlussarbeiten getätigt. Im Jahr 1906 wurde die Zeche Friedliche Nachbar durch die Zeche Johannessegen erworben, war aber zunächst noch eigenständig in Betrieb. Im Anschluss daran wurde der Betrieb gestundet. Während dieser Zeit wurde der tonnlägige Schacht weiter geteuft. Bei einer Teufe von 200 Metern wurde die Fördersohle angesetzt. Im Jahr 1907 wurde das Bergwerk mit der Zeche Johannessegen auf der Fördersohle durchschlägig und von der Zeche Johannessegen komplett übernommen. Noch im selben Jahr wurde die Schachtförderung auf der Zeche Friedliche Nachbar eingestellt. Im Jahr 1946 wurde der Abbau im Grubenfeld der Zeche Friedliche Nachbar für einige Jahre durch die Kleinzeche Rabe I/II wieder aufgenommen.

### Förderung und Belegschaft
Die ersten Förderzahlen stammen aus dem Jahr 1867, in diesem Jahr wurde eine Förderung von 4486 Tonnen Steinkohle erbracht. Im Jahr 1869 wurden 3483 Tonnen Steinkohle gefördert. Im Jahr 1872 sank die Förderung leicht auf 3314 Tonnen Steinkohle. Die ersten Belegschaftszahlen stammen aus dem Jahr 1902, in diesem Jahr waren sechs Bergleute auf der Zeche beschäftigt, die eine Förderung von 35 Tonnen Steinkohle erbrachten. Die maximale Förderung wurde im Jahr 1904 erbracht, mit 43 Bergleuten wurden 4963 Tonnen Steinkohle gefördert. Im Jahr darauf dramatischer Einbruch der Förderung auf fünf Tonnen Steinkohle, die Belegschaftsstärke lag bei fünf Bergleuten. Die letzten bekannten Belegschafts- und Förderzahlen des Bergwerks stammen aus dem Jahr 1902, mit zwölf Bergleuten wurden 773 Tonnen Steinkohle gefördert.

## Rabe und Friedlicher Nachbar
Am 1. November des Jahres 1946 wurde das Grubenfeld der Zeche Friedliche Nachbar durch die Kohlengewinnungsgesellschaft Rabe GmbH wieder bearbeitet. Es wurde die Kleinzeche Rabe I/II in Betrieb genommen. Am 25. März des Jahres 1949 wurde die Zeche Rabe I/II umbenannt in Zeche Friedlicher Nachbar. Die Zeche war auch bekannt als Zeche Friedchen und bestand aus den Grubenfeldern Rabe I/II und einem Pachfeld der GBAG. Das Feld Rabe I befand sich in einem Steinbruch auf dem Gelände der ehemaligen Zeche Johannessegen. Das Feld Rabe II befand sich im Wodantal in einem Wäldchen. Die einzigen bekannten Förder- und Belegschaftszahlen des Bergwerks stammen aus dem Jahr 1950, mit 22 Bergleuten wurden 3181 Tonnen Steinkohle gefördert. Am 1. Juli des Jahres 1951 wurde die Zeche Friedlicher Nachbar umbenannt in Zeche Edelsteinberg I.

## Edelsteinberg I
Die Zeche Edelsteinberg I war eine Kleinzeche in Hattingen-Bredenscheid im Wodantal. Der Besitzer der Kleinzeche war zunächst Ewald Asbach, später ging der Besitz über an die Gewerkschaft Edelsteinberg I. Nachfolgend wurde die Firma umbenannt in Ewald Asbach GmbH. Die Zeche war am 1. Juli des Jahres 1951 durch eine Umbenennung der Zeche Friedlicher Nachbar entstanden. Es war ein tonnlägiger Schacht vorhanden, der bis in das Flöz Dreckbank reichte. Im Jahr 1952 wurden mit 104 Bergleuten 12.059 Tonnen Steinkohle gefördert. Im Dezember des Jahres 1954 wurde die Zeche vorübergehend außer Betrieb genommen. Im Jahr 1955 wurde mit 116 Bergleuten die maximale Förderung erbracht, sie lag bei 37.625 Tonnen. Im Jahr 1960 wurden mit 113 Bergleuten 36.703 Tonnen Steinkohle gefördert. Am 12. März des Jahres 1962 wurde die Zeche Edelsteinberg I stillgelegt.

## Quelle
- Joachim Huske: Die Steinkohlenzechen im Ruhrrevier. Daten und Fakten von den Anfängen bis 2005 (= Veröffentlichungen aus dem Deutschen Bergbau-Museum Bochum 144). 3. überarbeitete und erweiterte Auflage. Selbstverlag des Deutschen Bergbau-Museums, Bochum 2006, ISBN 3-937203-24-9